# Bandeira de Moscou (oblast)
A Bandeira de Moscou (oblast) é um dos símbolos oficiais do Oblast de Moscou, uma subdivisão da Federação Russa. Foi aprovada em 3 de dezembro de 1997.

## Descrição
Seu desenho consiste em um retângulo de proporções largura-comprimento de 2:3 na cor vermelha. No canto superio do lado do mastro está um desenho de São Jorge e um dragão, que é o principal elemento do emblema do óblast de Moscou, bem como no emblema e na bandeira da cidade de Moscou. A largura total da imagem é de 1/5 do comprimento da bandeira. 
Excetuando-se pelo tamanho e posição da imagem, a bandeira do Óblast de Moscou possui os mesmos elementos da Bandeira da Cidade Federal de Moscou.